# Pomeroon-Supenaam
Pomeroon-Supenaam, Region 2 – jeden z dziesięciu regionów Gujany położony w północnej części państwa. Na północy ma dostęp do Oceanu Atlantyckiego, od wschodu graniczy z regionem Essequibo Islands-West Demerara, od południa z Cuyuni-Mazaruni, a od zachodu z Barima-Waini. Stolicą regionu jest Anna Regina. Pozostałe miejscowości to m.in. Charity, Pickersgill, Spring Garden i Suddie.

## Geografia
Większość powierzchni regionu zajmuje porośnięta lasem równikowym Wyżyna Gujańska i niziny nadbrzeżne, w mniejszym stopniu pagórki zbudowane głównie z piasków i gliny. Przez region przepływają rzeki Pomeroon, uchodząca do Atlantyku i Supenaam kończąca swój bieg na estuarium Essequibo.

## Gospodarka

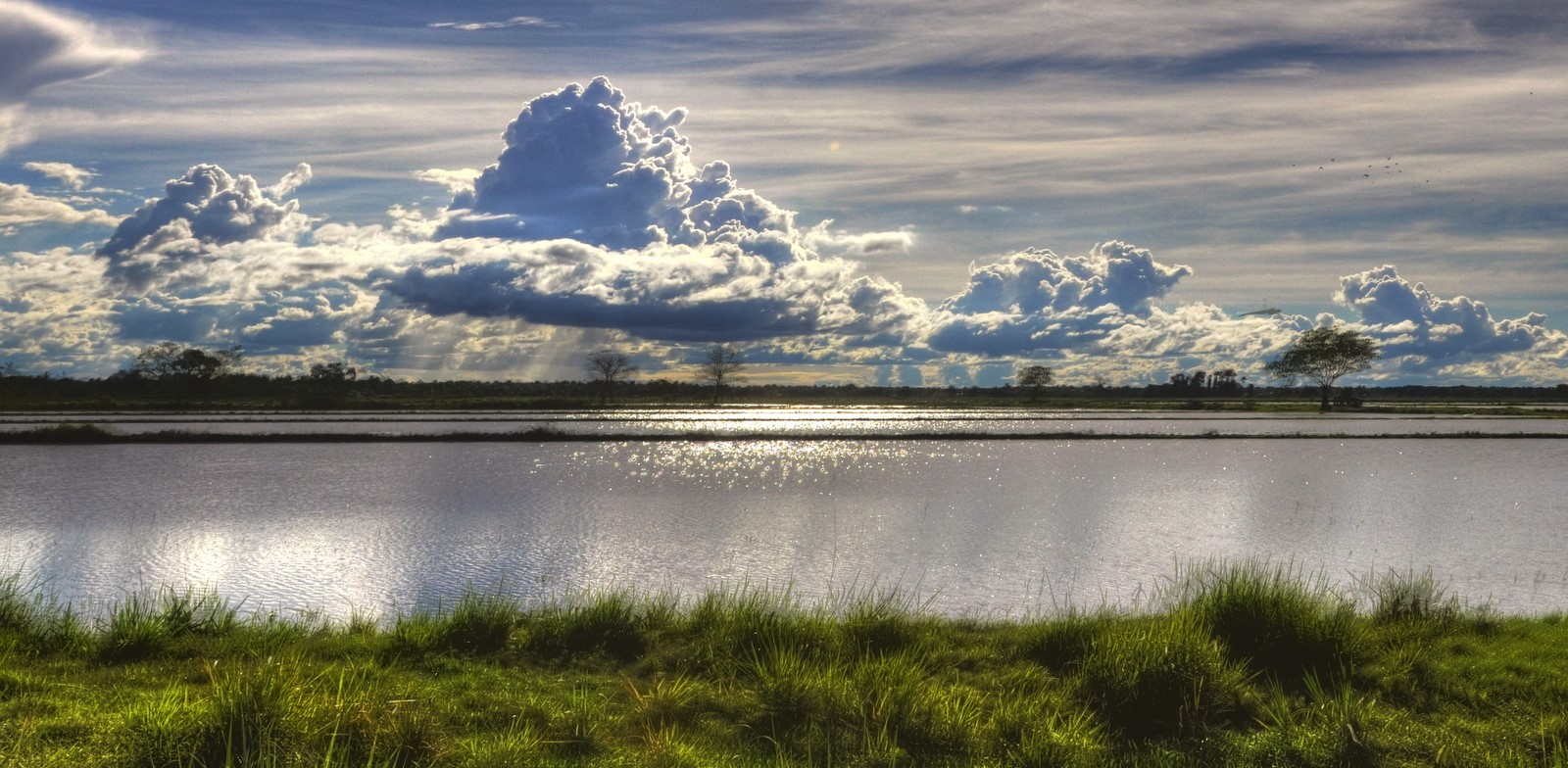
Pola ryżowe w okolicach Anna Regina

W regionie został wybudowany system melioracji nazywany Tapakuma Project, na który składają się m.in. kanały doprowadzające wodę do pól ryżowych z jezior Tapakuma, Reliance i Capoey. Jeden z największych producentów ryżu w regionie, Kayman Sankar Ltd eksportuje swoje produkty za granicę. Poza uprawą ryżu, w mniejszym zakresie uprawia się tu kokosy i hoduje bydło w celu produkcji wołowiny i mleka. Na małą skalę przeprowadzana jest tu także produkcja drewna.

## Demografia
Mieszkańcy regionu żyją przeważnie w indiańskich osadach i wsiach skoncentrowanych głównie wzdłuż wybrzeża. Miasto Anna Regina, położone nad Atlantykiem powstało dzięki rządowemu programowi zagospodarowania w miejscu byłych plantacji, takich jak Henrietta, Lima i La Belle Alliance.
Rząd gujański, od czasu reformy administracyjnej w 1980 r., przeprowadzał kolejne spisy ludności w 1980, 1991, 2002 i 2012 r. Według spisu z 2012 populacja wynosiła 46 810 mieszkańców. Pomeroon-Supenaam jest siódmym regionem pod względem powierzchni i piątym pod względem populacji. Jest czwartym najgęściej zaludnionym regionem Gujany po Demerara-Mahaica, Essequibo Islands-West Demerara i Mahaica-Berbice.
| Rok  | Populacja |
| ---- | --------- |
| 2012 | 46 810    |
| 2002 | 49 253    |
| 1991 | 43 455    |
| 1980 | 42 341    |

## Miejscowości
Miejscowości w regionie Pomeroon-Supenaam:

- Adventure
- Akawini Mission
- Amazon
- Anna Regina
- Aurora
- Aurora Estate
- Airy Hall
- Abrams Zuil
- Annandale
- Affiance
- Aberdeen
- Andrews
- Bel Alliance
- Bethany
- Bounty Hall
- Better Hope
- Better Success
- Bush Lot
- Cotton Field

- Capoey
- Cullen
- Columbia
- Charity
- Danielstown
- Dartmouth
- Dryshore
- Devonshire Castle
- Dawa
- Durung Bang
- Eurowa
- Fear Not
- Fair Field
- Golden Fleece (Golden Fleece Plantation)
- Good Hope
- Hoff Van Aurich
- Hibernia
- Huis’T Dieren
- Henritta

- Hampton Court
- Issororo
- Johanna Cecilia
- Kabakaburi
- La Union
- Little Alliance
- Land of Plenty
- Lima
- Machabo
- Middlesex
- Maria’s Lodge
- Marlborough
- New Road
- Onderneeming
- Pomona
- Paradise
- Perth
- Perseverance
- Queenstown (Queenstown Village)

- Riverstown
- Reliance
- Richmond
- Sparta
- Saint Nicholas (Saint Nicholas Mission)
- Simiri
- Sirikie
- Somerset and Berks
- Suddie
- Wakapau Village
- Supenaam
- Spring Garden
- Taymouth Manor
- Three Friends
- Windsor Castle
- Walton Hall
- Zorg
- Zorg-en-Light